# Erik Hasselhuhn
Erik Gunnar Ivar Hasselhuhn, född 28 augusti 1907 i Bromma församling, död 13 april 1989 i Norra Åsums församling i dåvarande Kristianstads län, var en svensk jurist.
Erik Hasselhuhn var son till landsfiskalen Gunnar Hasselhuhn och hans första hustru Alma Lindgren samt halvmorbror till skådespelaren Stefan Sauk. Efter studentexamen i Uppsala 1927 tjänstgjorde han vid landsfiskalskontor 1928–1931. Sedan följde akademiska studier, genom vilka han blev juris kandidat vid Stockholms högskola 1937 varpå han gjorde sin tingstjänstgöring i Östra Göinge domsaga 1937–1940. Han blev extra länsbokhållare i Kristianstads län 1940, taxeringsinspektör 1945, länsassessor 1951 (tillförordnad 1949) samt förste länsassessor vid kameralsektionen där från 1965.
Han var ordförande i taxeringsnämnd från 1941. Han var riddare av Nordstjärneorden (RNO).
Hasselhuhn gifte sig 1938 med Ingrid Maria Rohdin (1914–2014). Han är begravd på Norra Åsums kyrkogård i Skåne.